# Virginia Franganillo
Virginia Franganillo (1936-2018) fue una feminista y activista española que dedicó su vida a la defensa de los derechos de las mujeres y al fomento de la igualdad de género.

## Trayectoria
Nació en Madrid y se graduó en Filosofía y Letras por la Universidad Complutense de Madrid. Posteriormente, se trasladó a París para estudiar psicología social y antropología en la Sorbona.
A lo largo de su vida, Franganillo trabajó activamente en organizaciones feministas y fue una de las fundadoras del Movimiento Democrático de Mujeres en España en 1976. También participó en la creación del Instituto de Investigaciones Feministas de la Universidad Complutense de Madrid y formó parte del Consejo Nacional de la Mujer.
Franganillo fue autora de numerosos artículos y libros sobre feminismo, entre ellos "Feminismo para principiantes" (2000), "Mujeres, ciudadanía y democracia" (2003) y "De la igualdad formal a la igualdad real" (2005).
Sus escritos se centraron en temas como la violencia de género, el acceso a los derechos reproductivos y el papel de las mujeres en la política.
Además, Franganillo también fue profesora universitaria y conferenciante internacional sobre temas relacionados con el feminismo y los derechos humanos. Su trabajo fue reconocido con numerosos premios, entre ellos el Premio Nacional de Ensayo "Carmen Conde" en 1997.